# کیندل انترتینمنت
کیندل اینترتینمنت (انگلیسی: Kindle Entertainment) شرکت سرگرمی بریتانیایی است، که در سال ۲۰۰۷ توسط آی‌تی‌وی استودیو تأسیس شد.